# Фарана (аэропорт)
Фарана (IATA: FAA, ICAO: GUFH) — региональный аэропорт в городе Фарана, Гвинея. Находится в 2 километрах к западу от города.
Число взлётно-посадочных полос — 1, длина — 2315 метров, ширина — 45 метров. Подобно региональным аэропортам Лабе и Канкан способен к круглосуточному приёму транспортной авиатехники.
Система VOR/DME (код: FRH) и приводная радиостанция (код: FH) расположены в 2 км к северо-северо-востоку от аэропорта.